# Grimsby - Attenti a quell'altro
Grimsby - Attenti a quell'altro (The Brothers Grimsby) è un film del 2016 diretto da Louis Leterrier, con protagonisti Sacha Baron Cohen e Mark Strong.

## Trama
A causa di un nuovo e delicato incarico Sebastian Graves, agente segreto dei Black Ops britannici, si ritrova a collaborare con il fratello Nobby Butcher, con cui non aveva più rapporti da circa 30 anni. I due non potrebbero essere più diversi: uno è un esperto e metodico agente segreto, l'altro un hooligan stupido e nullafacente, che vive in un quartiere disagiato e proletario con una numerosa famiglia, incarnante lo stereotipo del tifoso di calcio inglese.
Nobby, malgrado la sua goffa personalità, deve mettersi d'impegno per aiutare il fratello a sfuggire alla cattura e, in seguito, a portare a termine una nuova importante missione: quella di dover salvare l'umanità da un attentato con armi biologiche in Cile, progettato proprio in occasione della finale dei campionati del mondo, giocata tra Inghilterra e Germania. Dopo varie peripezie e dopo aver ricostruito i motivi del loro allontanamento 30 anni prima, i due fratelli decidono di sacrificarsi, rischiando insieme la vita per salvare migliaia di vite umane.

## Distribuzione
Il film è stato distribuito nelle sale cinematografiche britanniche il 24 febbraio 2016 e in quelle statunitensi l'11 marzo dello stesso anno con divieto ai minori di 18 anni non accompagnati, per contenuti sessuali espliciti. In Italia è stato distribuito il 7 aprile 2016 da Sony & Columbia Pictures, con divieto ai minori di 14 anni.

## Accoglienza

### Incassi
Grimsby, il cui budget è stato di 35 milioni, ha incassato poco meno di 7 milioni di dollari negli Stati Uniti e circa 18 milioni nel resto del mondo, per un incasso totale di 25 milioni di dollari.